# Tormac
Tormac (en hongrois : Végvár, en allemand : Rittberg) est une commune du județ de Timiș en Roumanie.